# یاپن بیچ (کارولینای شمالی)
یاپن بیچ (به انگلیسی: Yaupon Beach) یک شهر در ایالات متحده آمریکا است که در شهرستان برانسویک، کارولینای شمالی واقع شده‌است.